# Västra Husby kyrka
Västra Husby kyrka är en kyrkobyggnad som tillhör Östra Ryds församling i Linköpings stift. Kyrkan ligger i Västra Husby i Söderköpings kommun, Östergötland.

## Historik
I Västra Husby har det funnits kyrkor sedan 1100-talet. Nuvarande kyrkan uppfördes 1816–1817, även om invigningen ägde rum först 1820. Gamla kyrkans torn, med medeltida ursprung, behölls. Tornet försågs med en lanternin. Kyrkan eldhärjades svårt våren 1977, men restaurerades utifrån de kvarstående murarna och återinvigdes två år senare. Bland de inventarier som brann upp fanns en orgel från 1842 av Carl Hanner.

## Orgel
- 1644 bygger Claes Fransson Tzander, en orgel med 4 stämmor.[1]
- 1844 bygger Carl Hanner, Linköping, en orgel med 14 stämmor.
- 1938 bygger John Vesterlund, Lövstabruk, en orgel med 29 stämmor fördelad på två manualer och pedal. Fasaden var från 1844 års orgel. Orgeln förstördes 1977 när kyrkan brann.
- 1979 bygger Olof Hammarberg, Göteborg, en mekanisk orgel till kyrkan.

| Huvudverk I     | Svällverk II | Pedal            | Koppel |
| Principal 8’    | Rörflöjt 8’  | Gedaktpommer 16’ | I/P    |
| Gedakt 8’       | Fugara 8’    | Borduna 8’       | II/P   |
| Oktava 4’       | Tvärflöjt 4’ | Flöjtbas 4'      | II/I   |
| Koppelflöjt 4’  | Principal 2’ | Fagott 16'       |        |
| Flautino 2'     | Nasat 1 1⁄3' |                  |        |
| Mixtur IV       | Scharf II    |                  |        |
| Sesquialtera II | Skalmeja 8'  |                  |        |
|                 | Tremulant    |                  |        |

### Fotnoter
1. ↑  Abr. Hülphers, Historisk Afhandling om Musik och Instrument särdeles om Orgwerks Inrättningen i Allmänhet jemte Kort Beskrifning öfwer Orgwerken i Swerige (1773), s. 263.